# Théorie de champs de cordes
La théorie de champs de cordes est la théorie de seconde quantification associée à la théorie des cordes.